# 洪性宇 (1938年)
洪性宇（韓語：홍성우，1938年7月4日—2022年3月16日），男，本贯南阳洪氏，韩国律师。

## 生平
1938年出生于京城府，毕业于京畿高等学校和首尔大学校法科大学。1961年高等考试司法科合格，担任海军法务官。1965年开始担任忠清南道大田地方法院法官。1971年司法波动后辞去法官职务，开始从事律师职业。1974年4月民青学联事件后，积极投身人权辩护，与李敦明、赵准熙、黄仁喆并称为“人权律师四人帮”。1987年任首尔地方律师协会人权委员长。1995年参与创立改革新党，担任共同总裁。随后担任统合民主党首席最高委员，大国家党改革公荐审查委员长等职。2004年因在维护人权领域的突出贡献获得国民勋章无穷花章。2022年3月16日逝世。